# Гептапіргіон
Гептапіргіон (грецька: Ῥογοί або Ῥωγοί, середньогрецька мова: Ἑπταπύργιον, [heptaˈpyrgion], турецька: Йєді Куле), або «Фортеця семи веж» — фортеця, розташована на акрополі Салоніків, яка складається з стін та десяти веж старої візантійської фортеці, а також нових тюремних споруд, збудованих всередині і зовні фортеці.

## Історія

### Візантійський період
Гептапіргіон розташований у північно-східному куті акрополя. Залишки стіни фортеці відносяться до пізньої античності, коли римський імператор Феодосій I (379–395 рр.) поновив укріплення. П'ять північних веж фортеці разом зі стіною, яка їх з'єднує, утворюють північний кут акрополя, ймовірно, відносяться до цього періоду.
Південні п'ять веж та стіни, ймовірно, були побудовані у XII столітті, таким чином утворюючи укріплений редут у внутрішніх приміщеннях цитаделі. Потім ця фортеця підтримувалася та перебудовувалася у візантійський період. Характер реконструкції та датування південної частини фортеці суперечливий. У старих літературних джерелах про цей форт немає згадок, а пізніші часто неоднозначні: кастеліон (καστέλλιον, «фортеця») згадується у 1208–1209 роках та «кастельон із замком Цаконес» у 1235 році. «Кулас Салоніків» (κουλάς з турецької: kule, «форт») присутній у хроніках XIV і XV століть, але може стосуватися всієї цитаделі, а не лише Гептапіргіону.

### Османський період
Основним надійним свідченням щодо фортеці є напис, розміщений над її воротами, який свідчить про те, що її перебудував Чавуш Бей, перший османський намісник провінції, у 1431 році, одразу після османського завоювання міста:
«Цей акрополь був завойований і захоплений силою, з рук невірних і франків, за допомогою Бога, султаном Мурадом, сином султана Мехмеда, якому Бог ніколи не перестає давати знамен перемоги. А приблизно через місяць цю вежу було відновлено та засновано Чавуш Беєм, царем емірів і великих, у місяці Рамадан, 834 рік (1431 р.)».
Замість того, щоб звести нові споруди, Чавуш Бей, обмежився відновленням бастіонів над входом у фортецю. У 1591 року фортеця служила резиденцією військового губернатора і мала гарнізон з 300 чоловік. Відомі турецькі назви для десяти веж: Фенер Кулесі (Лампадна вежа), Макаслі Куле (вежа Бент), Су Кулесі (Водонапірна башта), Цефан Кулесі (Башта боєприпасів), Хапішане Кулесі (В'язнична вежа), Кіз-Кулесі (Дівоча вежа), Захір Амбар Кулесі (зернова башта), Хісар-Печ (Барбікан), Канлі Бургаз (Кривава вежа), та Çingene Tabyalar (Укріплення циган). Останні три розглядалися як окремі форти, на відміну від інших, які класифікуються як прості вежі.

### В'язниця
В кінці XIX століття фортеця функціонувала як гарнізон, але у 1860 році землетрус знищив тодішню в'язницю, що зумовило пошук іншого приміщення для цих функцій. 
Протягом 1890-х років фортеця була перетворена на в'язницю. Точна дата цього невідома, але в'язниця згадується на карті міста 1899 року. Це перетворення спричинило знищення всіх попередніх будівель у внутрішніх приміщеннях форту, від яких зараз не збереглося жодного сліду. Самі укріплення були лише незначно змінені, хоча їх роль була ефективно змінена: розроблені для захисту мешканців від зовнішніх небезпек, вони, як відомо, служили для ізоляції ув'язнених від зовнішнього світу.
В'язниця довгий час була головним виправним закладом міста. Нові будівлі були побудовані по обидва боки стін, щоб задовольнити різні потреби нової ролі фортеці. Внутрішній двір був розділений на п'ять окремих корпусів стінами, що відходили від центральної сторожової вежі. Три містили двоповерховий будинок, у якому розміщувались приміщення та охоронний пост, в той час як інші два утримували в'язничну каплицю та інші прибудови. Четвертий блок розташовувався поблизу північно-східної вежі і був зруйнований під час Другої світової війни. У зовнішніх будівлях, на південній стороні форту, розміщувались адміністрація, жіноча тюрма та на захід — ізолятори.
В'язні жили по 50 чоловік в приміщенні. В ізоляторах розміщувались в'язні, засуджені до смертної кари. У 1918 році 13 жінок та 800 в'язнів-чоловіків перебували в ув'язненні в Гептапіргіоні. У період 1941—1944 років в'язницю використовували німці для ув'язнення членів грецького опору.
У 1984 році тодішній міністр юстиції Джордж-Александрос Магкакіс оголосив про плани перенести в'язниці в Салоніках на нове місце, описуючи ситуацію в ній як «відчайдушну». Через кілька років, на початку 1987 року, в'язниця стала центром прокурорських та журналістських розслідувань, в яких повідомлялося про жорстокі катування затриманих, широкий обіг наркотиків та зґвалтування, відмова в наданні ліків хворим на туберкульоз.

## Відновлення
В'язниця функціонувала до 1989 року, коли її перевели за межі міста. Потім це місце було підпорядковане Міністерству культури і туризму Греції та археологічній службі, 9-му Ефорату візантійських та сучасних старожитностей, які зайнялись його відновленням. Ефорат вже брав активну участь у реставраційних роботах 1973 року на північно-східній стіні, а потім знову між 1983 та 1985 роками у відновлення пошкоджень, спричинених землетрусом 1978 року.
Систематичне археологічне дослідження та реставрація Гептапіргіону розпочалося у 1990 році, перший етап якого закінчився у 1995 році, завершивши фотограмметричну архітектурну зйомку та створення цифрової моделі фортеці. Кілька інститутів беруть участь у відповідних проєктах: Університет Арістотеля у Салоніках, Корнелльський університет у проекті дендрохронології, Центр збереження та спадщини Афону та муніципалітет Салоніків.

## Фотогалерея

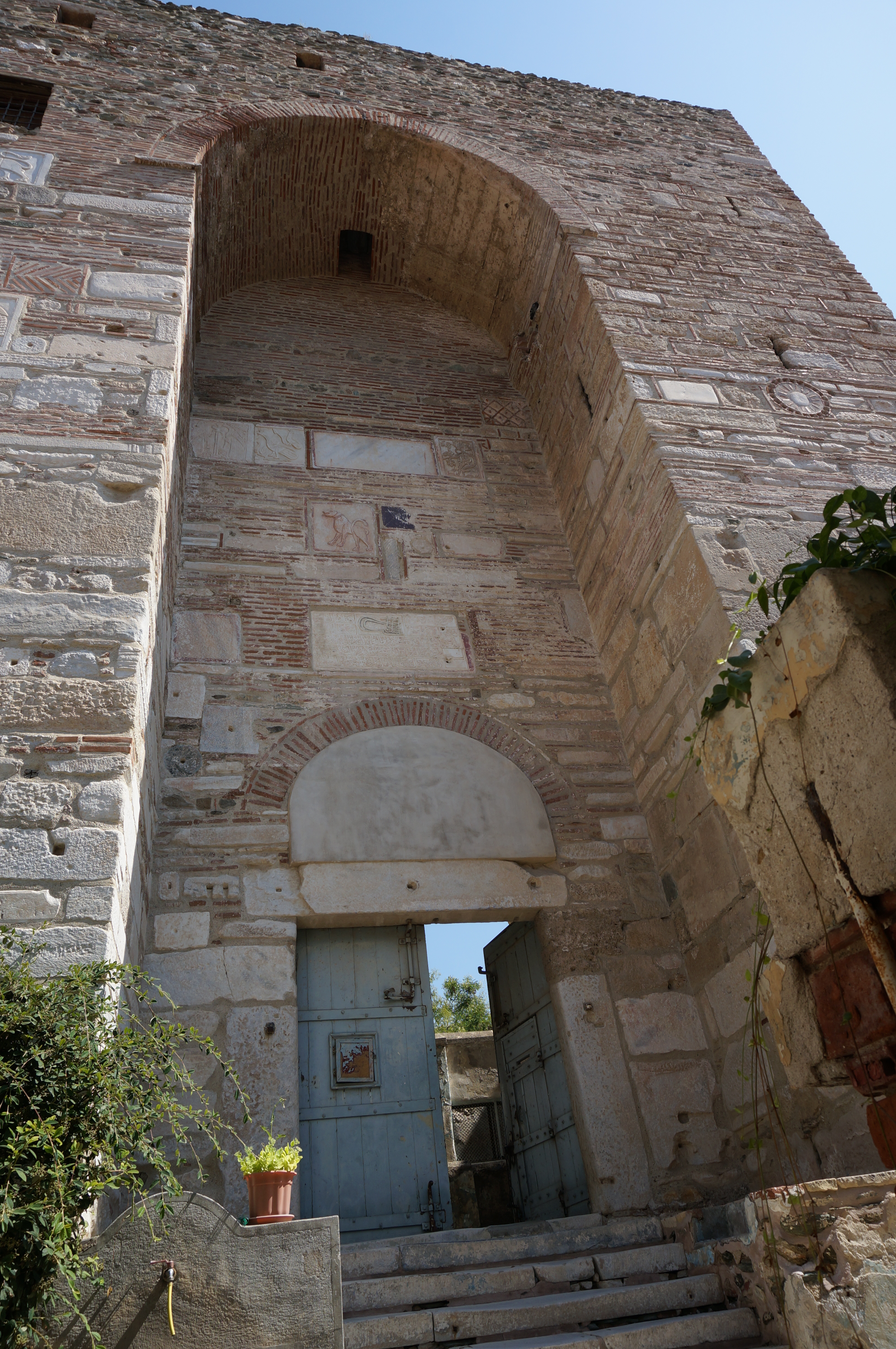
Вхід в фортецю
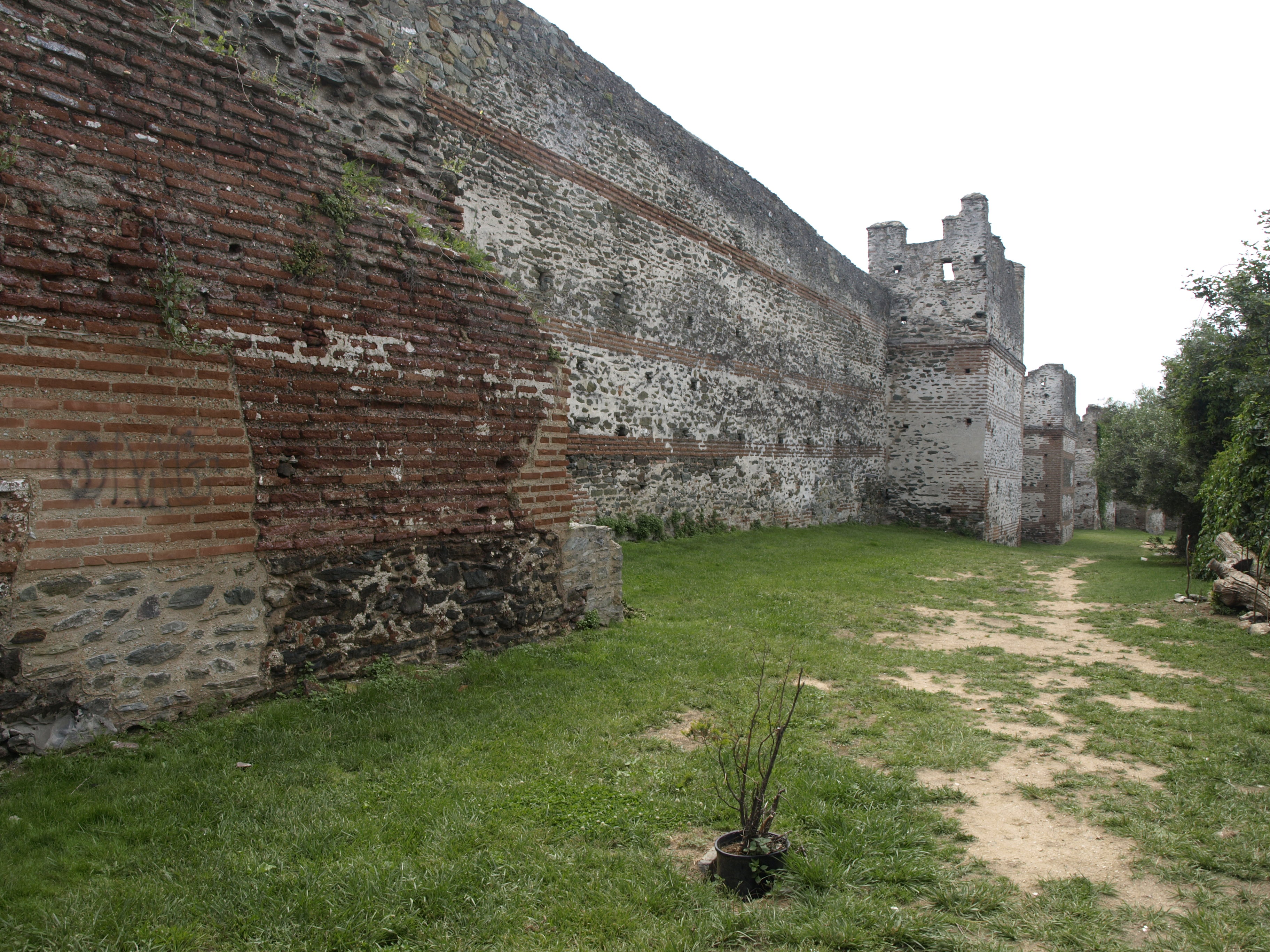
Стіни фортеці
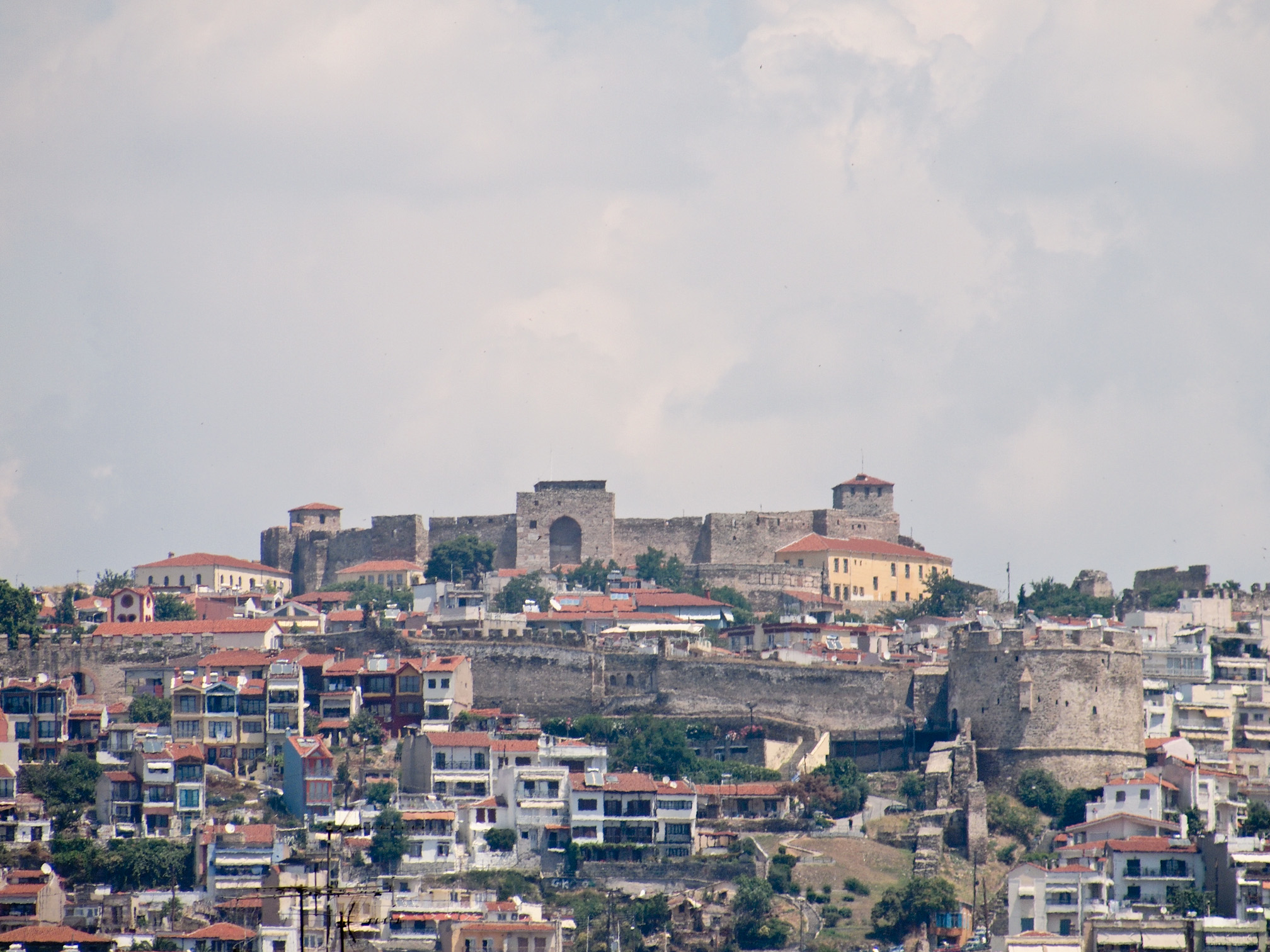
Вид на акрополь
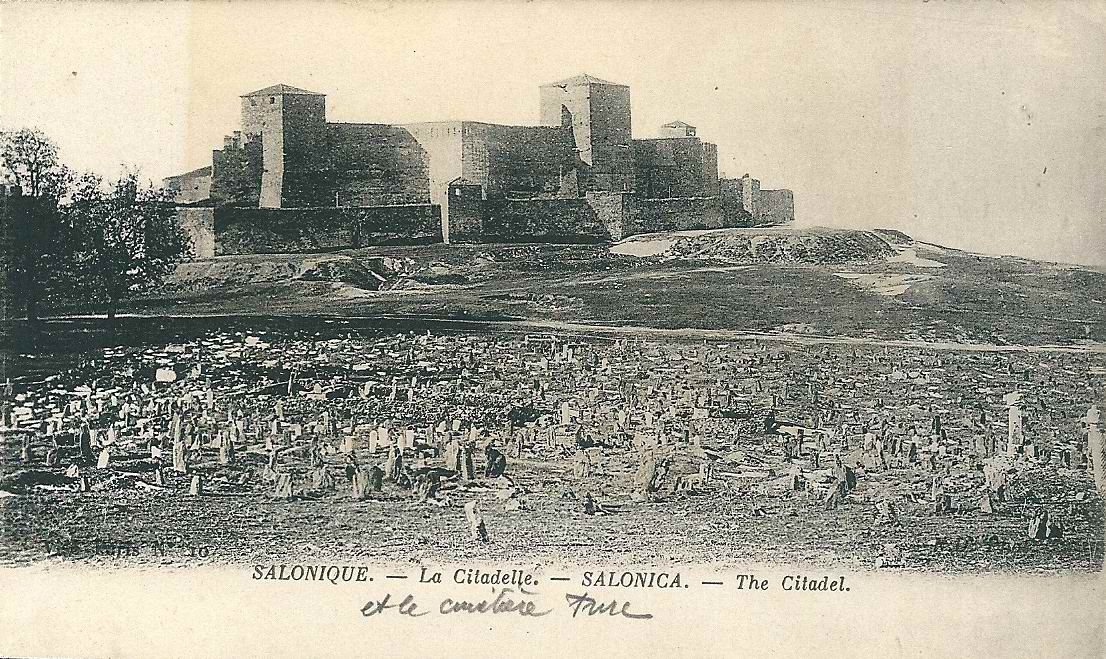
Фортеця на древнім фото
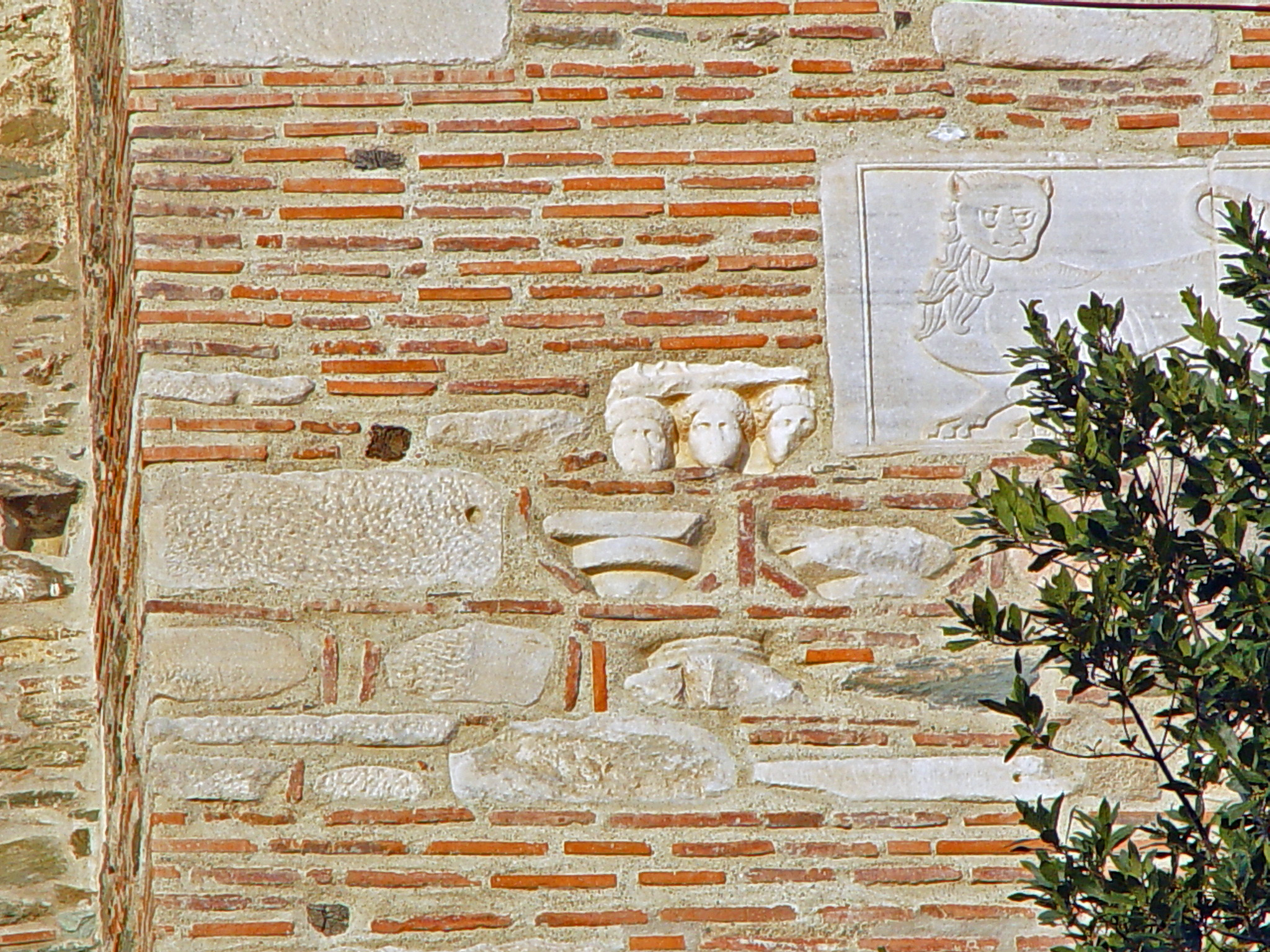
Фрагменти стін фортеці
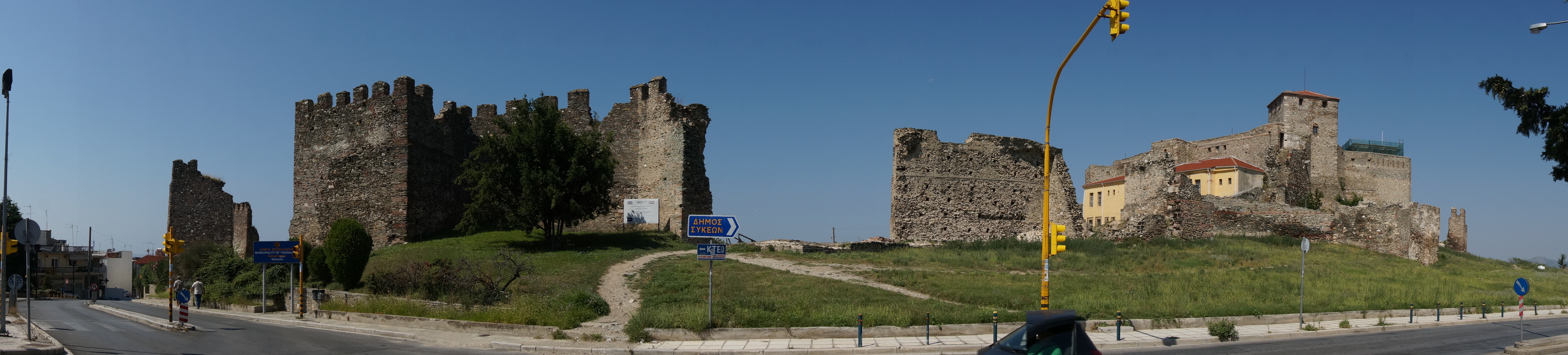
Панорама фортеці
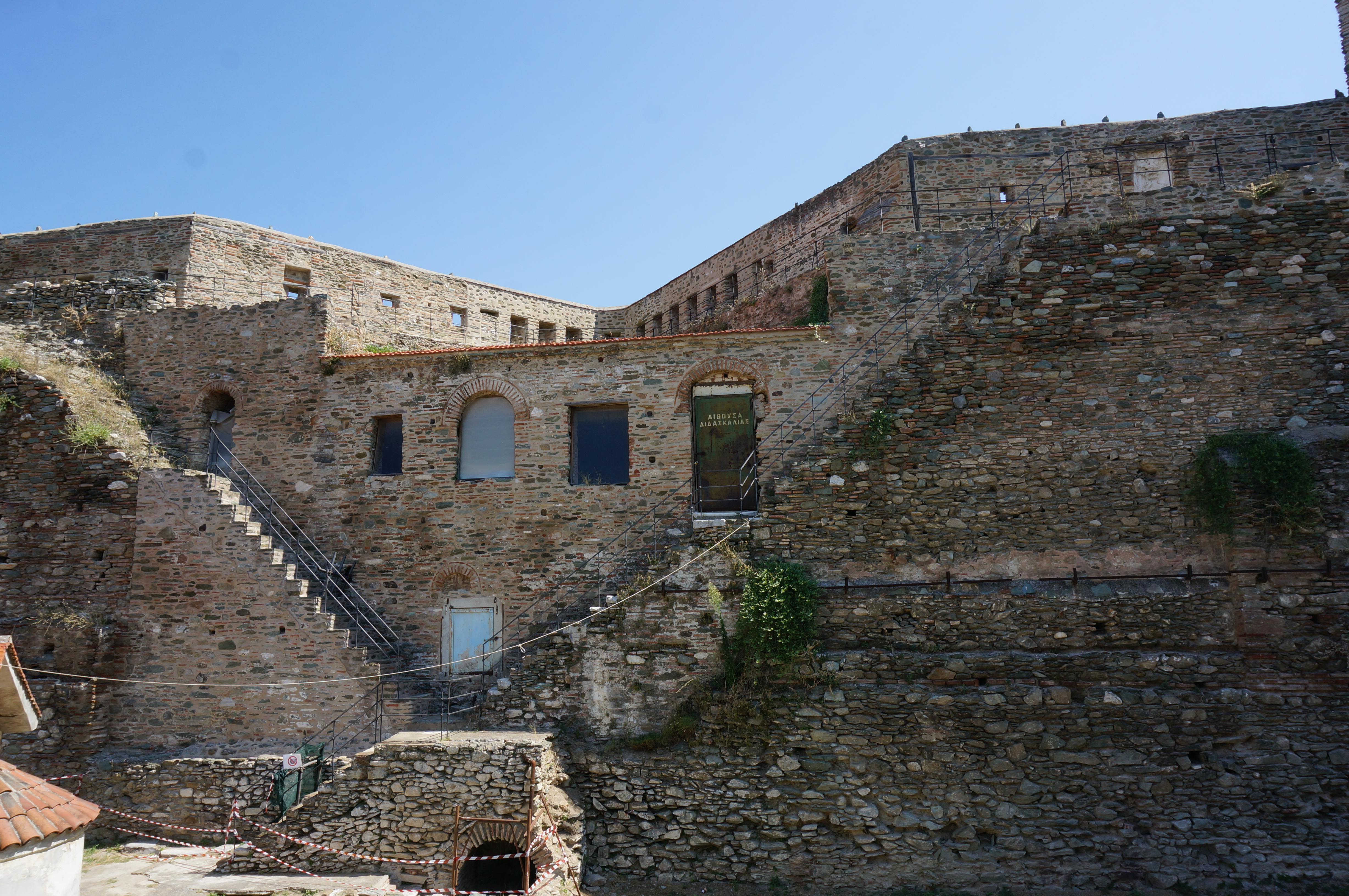
Внутрішній вигляд фортеці